# Bertramka
Bertramka je bývalá hospodářská a viniční usedlost v klasicistním slohu z poloviny 18. století nacházející se na severním svahu Černého vrchu na pražském Smíchově. Dnes slouží částečně jako muzeum, s tematikou zdejšího pobytu Wolfganga Amadea Mozarta u manželů Duškových, s původní koncertní síní. Budova čp. 169 se nachází v prodloužení Mozartovy ulice, číslem orientačním 2 je přiřazena k uličce U Mrázovky. Usedlost byla od roku 1964 zapsána v seznamu kulturních památek. V lednu 2019 prohlásila vláda Bertramku národní kulturní památkou.

## Historie

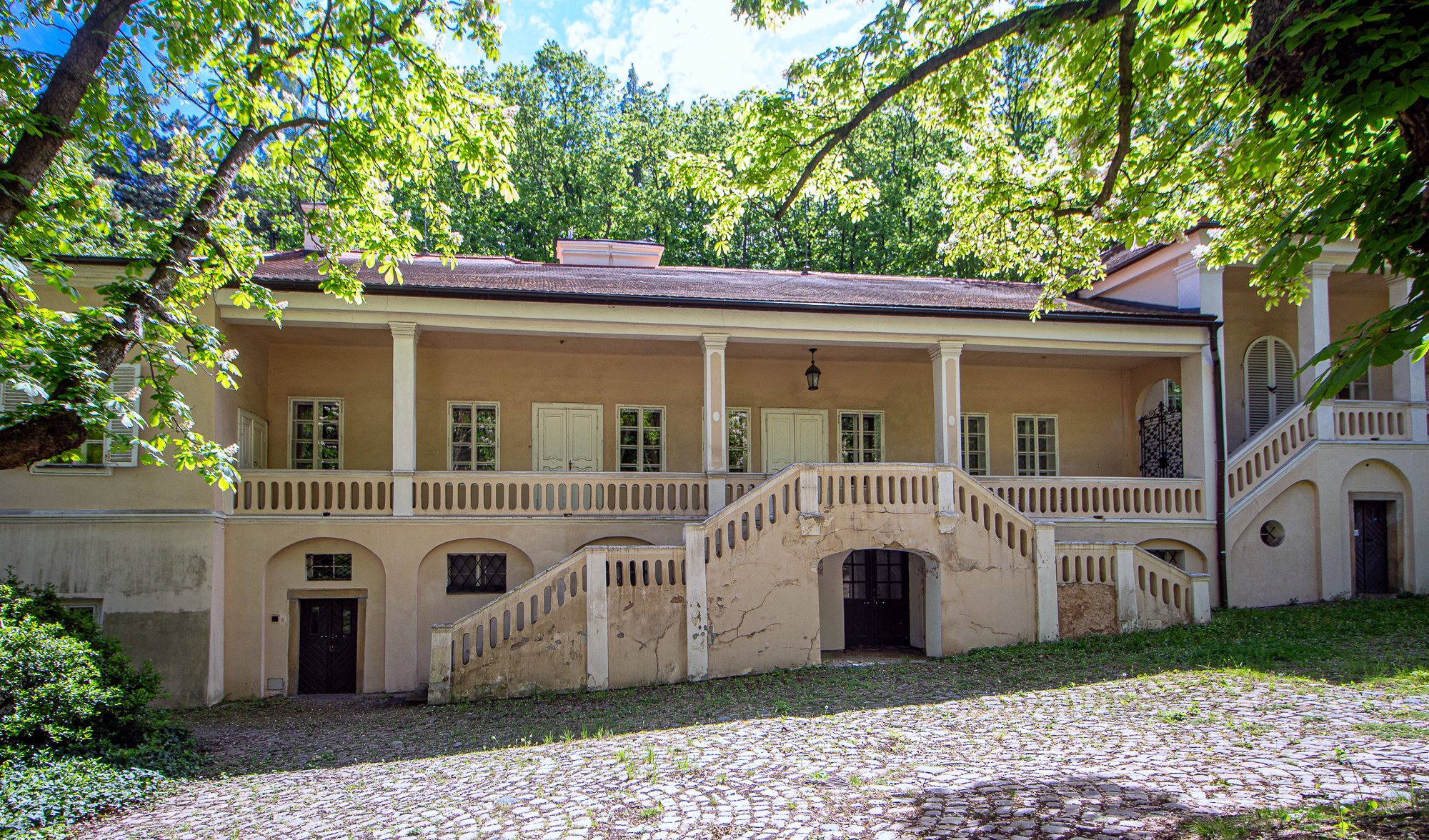
Vila Bertramka

Do 17. století byl svah osázen vinicemi, k nimž patřily dřevěné viniční domky. Roku 1699 skoupil a spojil vinice sládek Jan František Pimskorn, z lomové opuky postavil usedlost s obytným domkem, vinným lisem, stodolou a dal pozemek ohradit. V roce 1710 nemovitost prodal Janu Jiřímu Jelinkovi. Roku 1723 usedlost vlastnil Vojtěch Jiří Fillippi, od něhož ji roku 1743 v dražbě koupila Františka Bertramská z Zornfelsu. Po ní a po jejím manželovi Františkovi z Bertramu dostala usedlost jméno. Později nechali usedlost upravit na letovisko po vzoru předměstských vil. Od roku 1764 se tu vystřídali další majitelé. V roce 1784 usedlost koupila operní pěvkyně Josefína Dušková se svým chotěm, skladatelem a hudebníkem Františkem Xaverem Duškem. V letech 1787 a 1791 je navštívil Wolfgang Amadeus Mozart. Mozart se nikdy ve svých dochovaných dopisech nezmínil o pobytu na Bertramce. O první návštěvě Prahy (v lednu a únoru 1787), Mozart pouze zaznamenal, že bydlel v paláci Johanna Josepha Franze von Thun-Hohenstein na Malé Straně. Pro jeho další návštěvy (říjen až listopad 1787 a srpen až září 1791), je obtížné si představit, že by bylo praktické dlouhodobě pobývat na Bertramce, která byla až za městskými hradbami. Pravděpodobné jsou pouze příležitostné návštěvy Mozarta na Bertramce. Roku 1873 došlo k nestylové přestavbě budov a zboření lusthausu, který stával v zahradě
V roce 1925 přešla Bertramka dědictvím do majetku Mezinárodní nadace Mozarteum od poslední majitelky M. Slizenské. O dva roky později byl založen spolek Mozartova obec, který v lednu 1929 objekt odkoupil.
Po roce 1989 byla majitelem Bertramky městská část Praha 5, která objekt pronajímala společnosti Comenius, v jejímž čele stál právník Karel Muzikář starší. Mobiliář a exponáty s hudební tematikou byly zapůjčeny z Českého muzea hudby, Národní galerie a Uměleckoprůmyslového muzea. Mezi exponáty byla i lokna Mozartových vlasů. Objekt byl zpřístupněný a pořádaly se v něm nebo v zahradě koncerty a módní přehlídky. Dne 2. prosince 2009 převzal klíče od Bertramky spolek Mozartova obec, který se 18 let přel o vlastnictví. V květnu 2010 byly ve vile instalovány dvě výstavy "Mozartova Zahradnice a její osudy" a "Johann Adolf Hasse - Leben und Werk" a objekt byl denně otevřen veřejnosti. V roce 2012 byla ve vile instalována další výstava "Zrození Stavovského divadla". Archivováno 9. 9. 2019 na Wayback Machine. Od listopadu 2016 do června 2019 probíhala oprava tzv. představeného schodiště vily a Bertramka byla otevřena jen pro předem ohlášené skupiny, pro něž probíhaly odborné přednášky o Mozartovi a Praze. Archivováno 26. 6. 2019 na Wayback Machine. Každoročně probíhá od roku 2010 na Bertramce koncert vítězů Duškovy soutěže hudební mládeže ve zpěvu, kterou organizuje Mozartova obec v ČR.
Dne 28.1.2019 schválila Vláda ČR "Návrh nařízení vlády o prohlášení Usedlosti Bertramka v Praze za národní kulturní památku".
Oprava schodiště byla dokončena v červnu 2019 a vila byla otevřena veřejnosti. V expozici byla instalována čtvrtá výstava "Bertramka - německý pohled (1942)", kterou uspořádal Ústav dějin umění AV ČR ve spolupráci s Mozartovou obcí v ČR a za podpory Technické univerzity v Mnichově, a to pod záštitou velvyslance Spolkové republiky Německo J. E. Dr. Christopha Isranga. Na výstavě je představeno téměř na 100 faksimilií dosud neznámých kreseb, plánů a náčrtů Bertramky z let 1925 a 1942‒1943, nalezených v Muzeu architektury Technické univerzity v Mnichově. Pořídil je profesor Georg Buchner (1890‒1971) spolu se svými pokročilými studenty Akademie für Angewandte Kunst v Mnichově. Součástí výstavy jsou také Buchnerovy osobité kresby a skici některý pražských motivů, stejně jako řada dobových fotografií. Kurátorsky ji připravili Milada Jonášová a prof. Manfred Hermann Schmid (Universität Tübingen), který mnichovské materiály nalezl.

## Popis

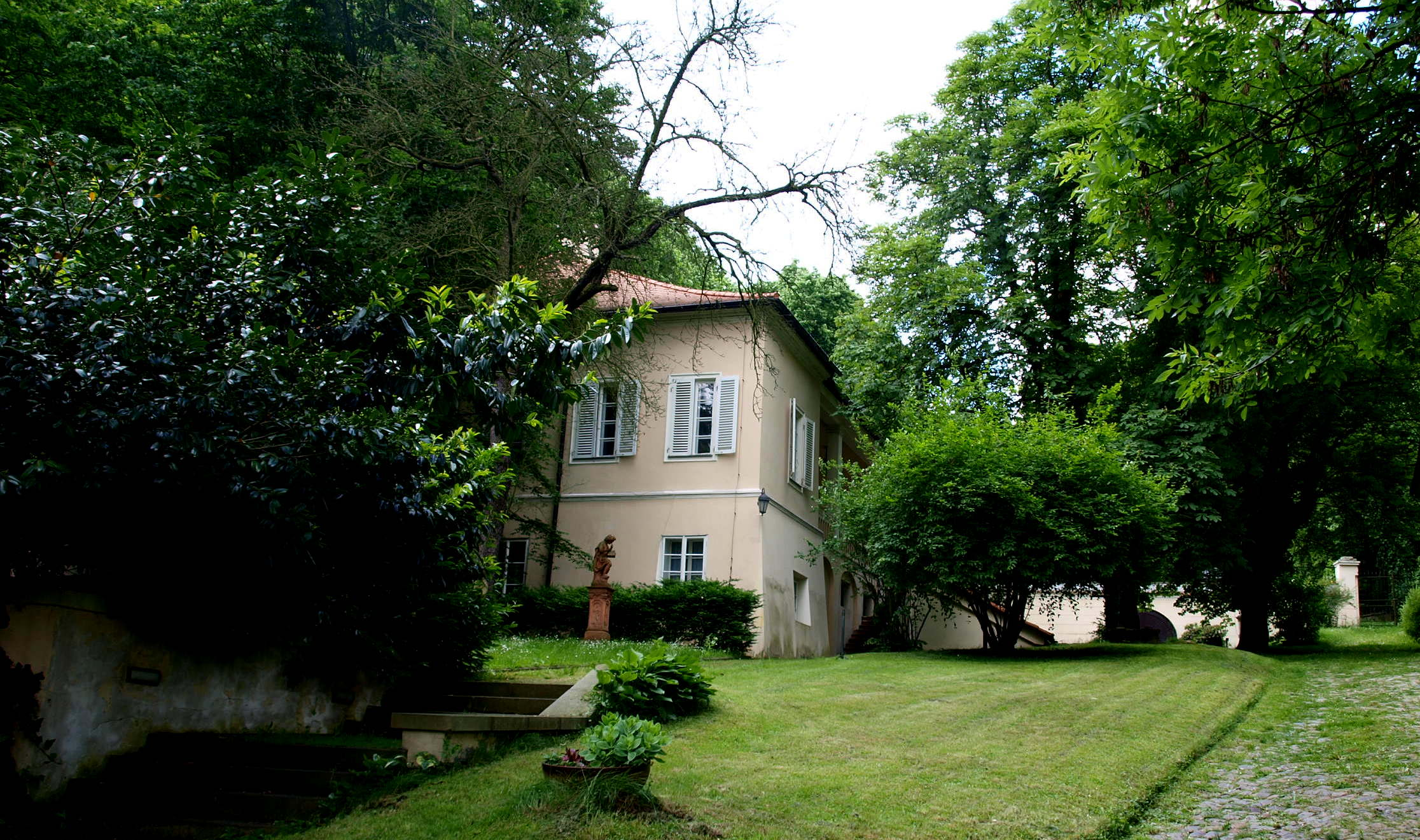
Vila Bertramka, pohled od vjezdu do areálu

Usedlost tvoří areál, jehož hlavním objektem je obytná budova obrácená hlavním průčelím do dvora. Hlavními viditelnými prvky této stavby jsou předsunuté dvojramenné schodiště a lodžie. Jižní krátké čelo budovy se otevírá do prostoru stoupající zahrady. Naproti je stodola s dvoupatrovým špýcharem. Hned vedle domu stojí přízemní část bývalého viničného lisu se silným zdivem. Místo něj je dnes zde Památník Wolfganga Amadea Mozarta a manželů Duškových se stálou expozicí. Celý objekt prošel významnou rekonstrukcí 1940-1942 při příležitosti 150. výročí od Mozartova úmrtí, poté v roce 1956 u příležitosti 200. výročí Mozartova narození. Další opravy proběhly v letech 1986 a 1987. Usedlost Bertramka je od roku 1964 památkově chráněna.

## Zahrada
Původně užitková zahrada a vinohrad byly na konci 18. století nahrazeny parkovou úpravou. Bylo zde např. kaštanové stromořadí. To ovšem zmizelo při požáru v roce 1871 a po roce 1873, kdy došlo k velké přestavbě usedlosti.

## Bertramka od roku 2009
V roce 2009 byla Bertramka navrácena Mozartovské obci ČR. Společnost Comenius zastoupená ing. Muzikářem předala Bertramku bez veškerého vnitřního vybavení a znemožnila tak okamžité otevření Bertramky veřejnosti. Mozartova obec ČR však od roku 2009 nebyla schopna vytvořit důstojnou a hodnotnou stálou expozici a zajistit celotýdenní provoz. Dík dlouhodobé špatné správě objektu je Bertramka v roce 2021 v téměř havarijním stavu a pro veřejnost uzavřena. Několik let není objekt vytápěn a schodiště i přes snahu Mozartovy obce nebylo kvalitně opraveno, tak aby odolalo počasí. Na pozemku usedlosti se stále častěji objevují lidé bez domova. Zahrada je zanedbaná a místo je rok od roku ve stále zuboženějším stavu.